# 1918 en football
Cet article présente les faits marquants de l'année 1918 en football.

## Janvier
- 1er janvier : Fluminense FC est champion d'État de Sao Paulo.

## Mars
- 3 mars, demi-finales de la première édition de la Coupe de France :
  - À Lyon, le FC Lyon bat les Parisiens de l'Association Sportive Française, 1-0.
  - À Saint-Ouen, l'Olympique de Pantin bat le CASG Paris, 2-1.

## Avril
- 13 avril : à Belfast, Linfield FAC et Belfast Celtic FC font match nul 0-0 en finale de Coupe d'Irlande ; finale à rejouer.
- Rangers champion d’Écosse.
- 24 avril : à Belfast, Belfast Celtic FC remporte la Coupe d'Irlande en s'imposant 2-0 sur Linfield FAC.
- Linfield FAC champion d'Irlande.
- CS Fola Esch champion du Luxembourg.

## Mai
- 4 mai : à Pawtucket (Rhode Island), Fall River Rovers FC et Bethlehem Steel font match nul 2-2 en finale Coupe des États-Unis ; finale à rejouer.
- 5 mai : première finale de la Coupe de France. L'Olympique de Pantin bat le FC Lyon 3-0. Émile Fiévet signe un doublé ; Louis Darques clôt la marque. Voir Coupe de France de football 1917-1918.
- 5 mai : Servette Genève remporte le Championnat de Suisse.
- 12 mai : Real Union Irun remporte la Coupe d’Espagne face au Madrid FC, 2-0.
- 19 mai : à Harrison (New Jersey), Bethlehem Steel remporte la Coupe des États-Unis (National Challenge Cup) en s'imposant 3-0 en finale face à Fall River Rovers FC.

## Juin
- 9 juin : Copenhague BK est champion du Danemark en s'imposant 5-2 en finale nationale face au SK Freja Rangers.
- 9 juin : Mercur Petrograd remporte la Coupe de Petrograd en s'imposant en finale 3-1 face au FC Kolomjagi.
- 10 juin : match inter-ligues à Glasgow opposant une sélection du championnat d'Angleterre à une sélection du championnat d'Écosse. Les Écossais s'imposent 2-0 devant 45 000 spectateurs.
- 16 juin : Fram Reykjavik est champion d'Islande.

## Août
- 25 août : à Buenos Aires, l'Argentine bat l'Uruguay 2-1, dix jours après un premier match sans but, dans le cadre de la Copa Premier Honor Argentino (en).

## Octobre
- ZKS Moscou est champion de Moscou.
- 13 octobre : FK Kvik Fredrikshald remporte la Coupe de Norvège en s'imposant 4-0 en finale face au SK Brann Bergen.
- 14 octobre : à Moscou devant 5000 spectateurs, une sélection de Moscou s'impose 9-1 face à une sélection de Petrograd.
- Le Racing Club est champion d'Argentine.
- 27 octobre : FC Kolomjagi est champion de Petrograd.

## Novembre
- 17 novembre : BK 1893 Copenhague remporte la Coupe du Danemark en s'imposant 5-2 face au BK Frem Copenhague.

## Naissances
Plus d'informations : Liste de personnalités du football nées en 1918.
- 30 janvier : Pépi Humpal, footballeur puis entraîneur tchécoslovaque.
- 20 février : Joseph Jadrejak, footballeur puis entraîneur français († 24 novembre 1990).
- 21 février : Louis Dugauguez, footballeur puis entraîneur français.
- 10 mars : Fernando Peyroteo, footballeur portugais.
- 28 avril : Curt Keller, footballeur français († 23 mars 1992).
- 12 mai : Alfred Bickel, footballeur suisse.
- 16 mai : Wilf Mannion, footballeur anglais.
- 21 mai : Aníbal Paz, footballeur uruguayen.
- 25 mai: Horacio Casarín, footballeur mexicain.
- 28 juin : Georges et Roger Dard, footballeurs français.
- 22 septembre : Alfred Dambach, footballeur français († 26 novembre 1960).
- 26 septembre : Angel Amadeo Labruna, footballeur argentin († 19 septembre 1983).
- 15 novembre : Adolfo Pedernera, footballeur argentin.
- 30 décembre : Lucien Leduc, footballeur français († 16 juillet 2004).

## Décès
- 3 février : Dominique Baes, footballeur belge.
- 25 mars : Walter Tull, footballeur anglais.
- 8 avril : Dan Doyle, footballeur écossais.
- 30 juillet : Fernand Faroux, footballeur français.
- 2 septembre : John James Bentley, dirigeant anglais.
- 22 octobre : Oreste Mazzia, footballeur italien.
- 24 octobre : Daniel Burley Woolfall, dirigeant anglais.
- 9 novembre : Charles Géronimi, footballeur français.